# 朱焕然
朱焕然（1962年12月—），中华人民共和国政治人物，河南太康人，现任河南省政协副主席。

## 生平
1983年毕业于湖北财经学院财政专业。1986年取得中南财经大学财政学硕士学位。1986年7月，任中南财经大学财政金融系教师。1989年12月，任河南财政税务高等专科学校税务系教师、科研处处长。1997年12月加入中国共产党。1997年12月至2007年3月，历任河南省财政厅办公室副主任、预算处副处长、办公室主任。
2007年3月，任河南省发展和改革委员会副主任。2011年5月，任河南省人民政府副秘书长。2013年4月，任河南省财政厅副厅长；2014年5月，任河南省财政厅厅长。2017年1月，任河南省人民政府秘书长。2018年2月24日，当选为第十三届全国人大代表。
2021年1月，任河南省政协副主席。